# Marnate
Marnate (lombardul: Marnaa) település Olaszországban, Varese megyében. Lakosainak száma 8110 fő (2023. január 1.). Marnate Castellanza, Gorla Minore, Olgiate Olona és Rescaldina községekkel határos.

## Népesség
A település népességének változása:
| Lakosok száma | 7806 | 7903 | 8110 |
|               | 2017 | 2018 | 2023 |